# Leichtathletik-Weltmeisterschaften 2013/Teilnehmer (Ukraine)
| Gelbes Symbol für Goldmedaillen mit stilisierten Olympischen Ringen | Graues Symbol für Silbermedaillen mit stilisierten Olympischen Ringen | Braundes Symbol für Bronzemedaillen mit stilisierten Olympischen Ringen |
| ------------------------------------------------------------------- | --------------------------------------------------------------------- | ----------------------------------------------------------------------- |
| 2                                                                   | —                                                                     | 2                                                                       |

Der Leichtathletik-Verband der Ukraine stellte 33 Teilnehmerinnen und 27 Teilnehmer bei den Leichtathletik-Weltmeisterschaften 2013 in der russischen Hauptstadt Moskau.

## Medaillen
Mit zwei gewonnenen Gold- und zwei Bronzemedaillen belegte das Team der Ukraine Platz 9 im Medaillenspiegel.

### Medaillengewinner
| Gold - Bohdan Bondarenko: Hochsprung - Hanna Melnytschenko: Siebenkampf | Bronze - Ihor Hlawan: 50 km Gehen - Olha Saladucha: Dreisprung |

## Liste der Nominierten
| Disziplin        | Ukraine                                                                  | Ukraine |
| Disziplin        | Männer                                                                   | Frauen |
| ---------------- | ------------------------------------------------------------------------ | --- |
| 100 m            | —                                                                        | Natalija Pohrebnjak Olessja Powch                                                                           |
| 200 m            | Serhij Smelyk                                                            | Jelysaweta Bryshina Wiktorija Pjatatschenko Marija Rjemjen Chrystyna Stuj                                   |
| 400 m            | —                                                                        | Natalija Pyhyda                                                                                             |
| 800 m            | Taras Bybyk                                                              | Olha Ljachowa Natalija Lupu                                                                                 |
| 1500 m           | —                                                                        | — |
| 5000 m           | —                                                                        | — |
| 10.000 m         | —                                                                        | — |
| Marathon         | Wassyl Matwijtschuk                                                      | Kateryna Karmanenko                                                                                         |
| 100 m Hürden     | —                                                                        | Hanna Plotizyna                                                                                             |
| 110 m Hürden     | —                                                                        | — |
| 400 m Hürden     | —                                                                        | Hanna Titimez Hanna Jaroschtschuk                                                                           |
| 3000 m Hindernis | Wadym Slobodenjuk                                                        | Walentyna Schudina                                                                                          |
| 20 km Gehen      | Ruslan Dmytrenko Iwan Lossew                                             | Olha Jakowenko Ljudmyla Oljanowska Olena Schumkina                                                          |
| 50 km Gehen      | Iwan Banseruk Serhij Budsa Ihor Hlawan                                   | Ihor Hlawan                                                                                                 |
| 4 × 100 m        | Ihor Bodrow Emil Ibrahimow Witalij Korsch Ruslan Perestjuk Serhij Smelyk | Jelysaweta Bryshina Wiktorija Pjatatschenko Natalija Pohrebnjak Olessja Powch Marija Rjemjen Chrystyna Stuj |
| 4 × 400 m        | Wolodymyr Burakow Witalij Butrym Jewhen Huzol Michajlo Knysch            | Olha Ljachowa Alina Lohwynenko Natalija Pyhyda Daryna Prystupa Olha Semljak                                 |
| Stabhochsprung   | Oleksandr Kortschmid Wladyslaw Rewenko Iwan Jerjomin                     | — |
| Hochsprung       | Bohdan Bondarenko Jurij Krymarenko Andrij Prozenko                       | Oksana Okunjewa                                                                                             |
| Weitsprung       | —                                                                        | Maryna Bech Hanna Kornuta                                                                                   |
| Dreisprung       | Wiktor Kusnjezow                                                         | Olha Saladucha Ruslana Zychozka                                                                             |
| Kugelstoßen      | —                                                                        | Olha Holodna Halyna Obleschtschuk                                                                           |
| Diskuswurf       | —                                                                        | Natalija Semenowa                                                                                           |
| Hammerwurf       | Jewhen Wynohradow                                                        | Iryna Sekatschowa                                                                                           |
| Speerwurf        | Roman Awramenko                                                          | Marharyta Doroschon Hanna Hazko Wira Rebryk                                                                 |
| Siebenkampf      | —                                                                        | Hanna Melnytschenko                                                                                         |
| Zehnkampf        | Oleksij Kasjanow                                                         | — |